# San Luis de Quillota
San Luis de Quillota  es un club de fútbol de Chile, con sede en la ciudad de Quillota, Región de Valparaíso. Actualmente juega en la Liga de Ascenso de Chile.
Fue fundado el 8 de diciembre de 1919 por un grupo de alumnos y exalumnos del Instituto Quillota con el nombre de «Ex Alumnos del Instituto Quillota Football Club». En 1921 cambió su nombre a «San Luis Football Club» en homenaje al director del establecimiento, el hermano marista Louis Tiron.
Cuenta con 4 títulos de Primera B, y ejerce de local en el Estadio Municipal Lucio Fariña Fernández, ubicado en Quillota. El recinto tiene capacidad para albergar 7.703 espectadores, fue reconstruido durante el año 2009 y 2010 e inaugurado a fines de 2010.
Su clásico rival es Unión La Calera, con quien disputa el clásico del interior de la Región de Valparaíso.

## Historia

### Fundación e ingreso a la Liga de Quillota (1919-1927)

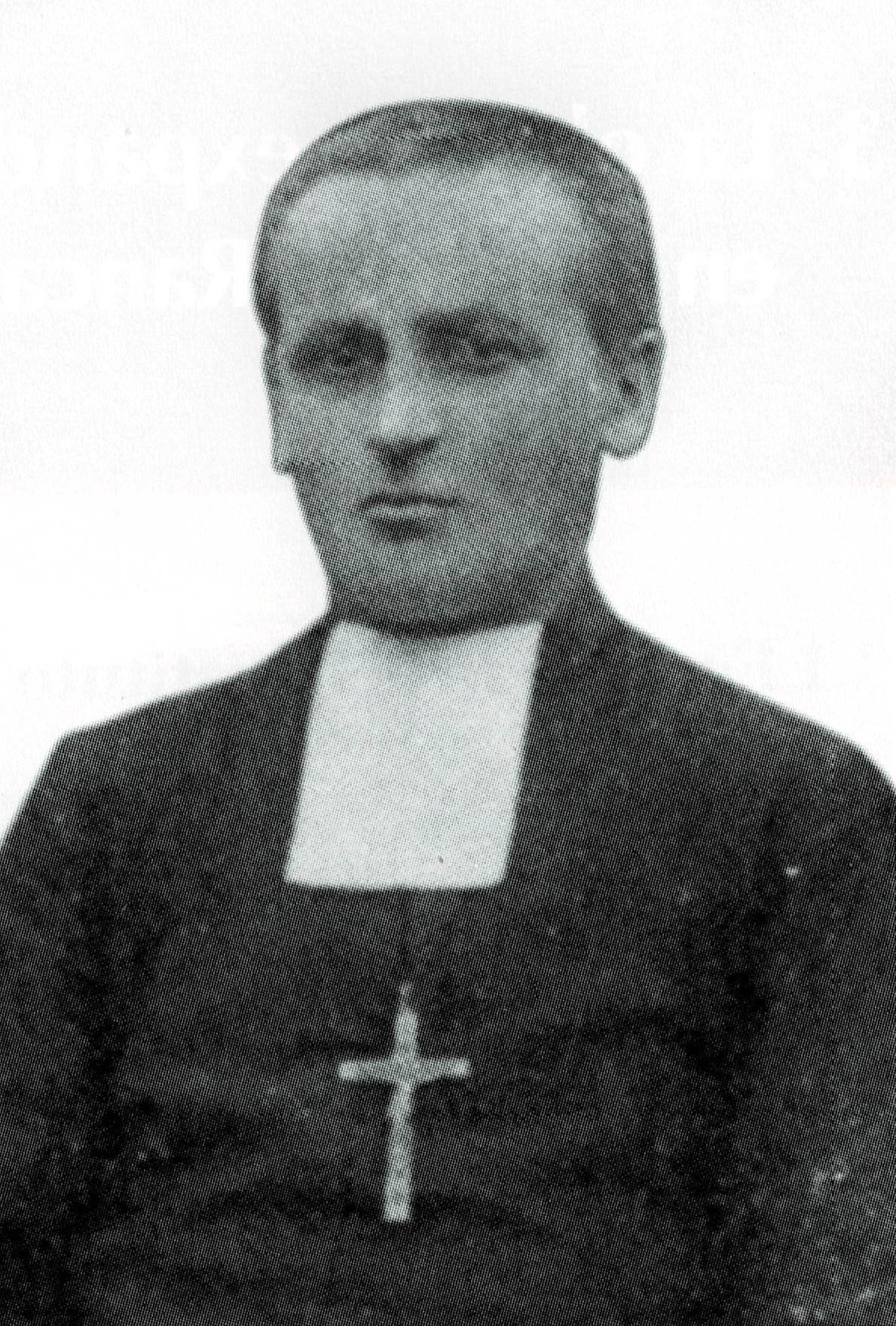
El hermano marista Louis Tiron, director del Instituto Quillota en 1919.

El club se fundó el 8 de diciembre de 1919 en la sala de Cuarta Preparatoria del colegio marista Instituto Quillota, cuando un grupo de alumnos y exalumnos de dicho establecimiento, liderados por el director del colegio, el marista francés Louis Tiron —el hermano Luis—, se reunieron para crear una institución dedicada a la práctica del fútbol. En dicha reunión se eligió al exalumno Manuel Calcagno como primer presidente del naciente club, que bautizaron como «Ex Alumnos del Instituto Quillota Football Club». Poco tiempo después, el 4 de enero de 1921, el club cambió su nombre por el de «San Luis Football Club», en homenaje al hermano Luis, quien se trasladó por orden de la Congregación Marista al Colegio San José del Callao, Perú.
Las primeras actividades del club se concentraron a nivel escolar y en diversos partidos amistosos, debido a que no estaba afiliado a la liga local y a que varios jugadores estaban inscritos en diferentes otros equipos de la zona, como el Victoria Bright. Sin embargo, esto cambió cuando, el 11 de septiembre de 1921, el Centro de Exalumnos del Instituto Quillota acordó reorganizar la rama de fútbol, con miras a preparar al equipo para ingresar a la Liga de Football de Quillota.
En 1922 San Luis ingresó a la Segunda División de la Liga de Quillota, torneo que conquistó de forma invicta luego de derrotar en la última fecha a Deportivo Comercio de Llay Llay. Esto le permitió llegar a la Primera División del fútbol quillotano en 1923, temporada en la que no ganó ningún encuentro. Sin embargo, mejoró sus presentaciones en los años siguientes, y conquistó los campeonatos de la división de honor quillotana de 1924 y 1925.

### El equipo de la «trilogía de oro» (1928-1932)

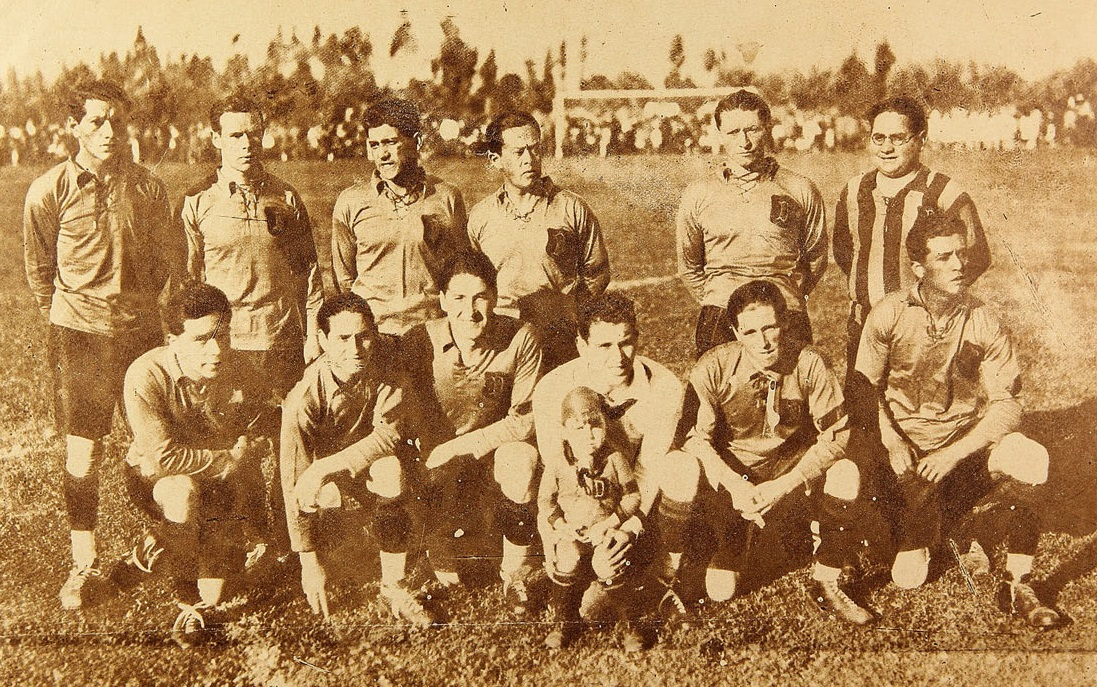
Formación de San Luis que se enfrentó a Atlético Chalaco del Perú en 1928.

Para 1928 San Luis se convirtió en la base de la selección de la Liga de Football de Quillota, y el representante más importante del deporte de la ciudad, al celebrar varios partidos entreciudades con cuadros de la zona, de Valparaíso, y de Santiago. Entre los jugadores de ese año destacó la denominada «trilogía de oro», compuesta por tres futbolistas quillotanos que llegaron a ser integrantes de la selección chilena: Óscar Alfaro, Carlos Hill e Iván Mayo.
El 14 de noviembre de ese año San Luis tuvo su primer amistoso internacional, cuando el Atlético Chalaco del Perú, en medio de su gira por Chile, visitó Quillota. Atlético Chalaco era el primer equipo peruano que viajaba a tierras chilenas, y para la gira se reforzó con varios jugadores de Alianza Lima, dentro de los cuales se encontraba Alejandro Villanueva. El conjunto peruano, que solo se había inclinado frente a Colo-Colo durante la gira, llegó a Quillota en medio de un gran recibimiento que incluyó un desfile por el centro de la ciudad. Frente a 3000 espectadores que repletaron el Estadio Arredondo, San Luis derrotó a Atlético Chalaco por 4-3, y se adjudicó la «Copa Confraternidad Chilena-Peruana». Los goles locales fueron obra de Iván Mayo (3) y Luis Contreras, mientras que descontaron para el conjunto peruano Alberto Montellanos (2) y Demetrio Neyra.

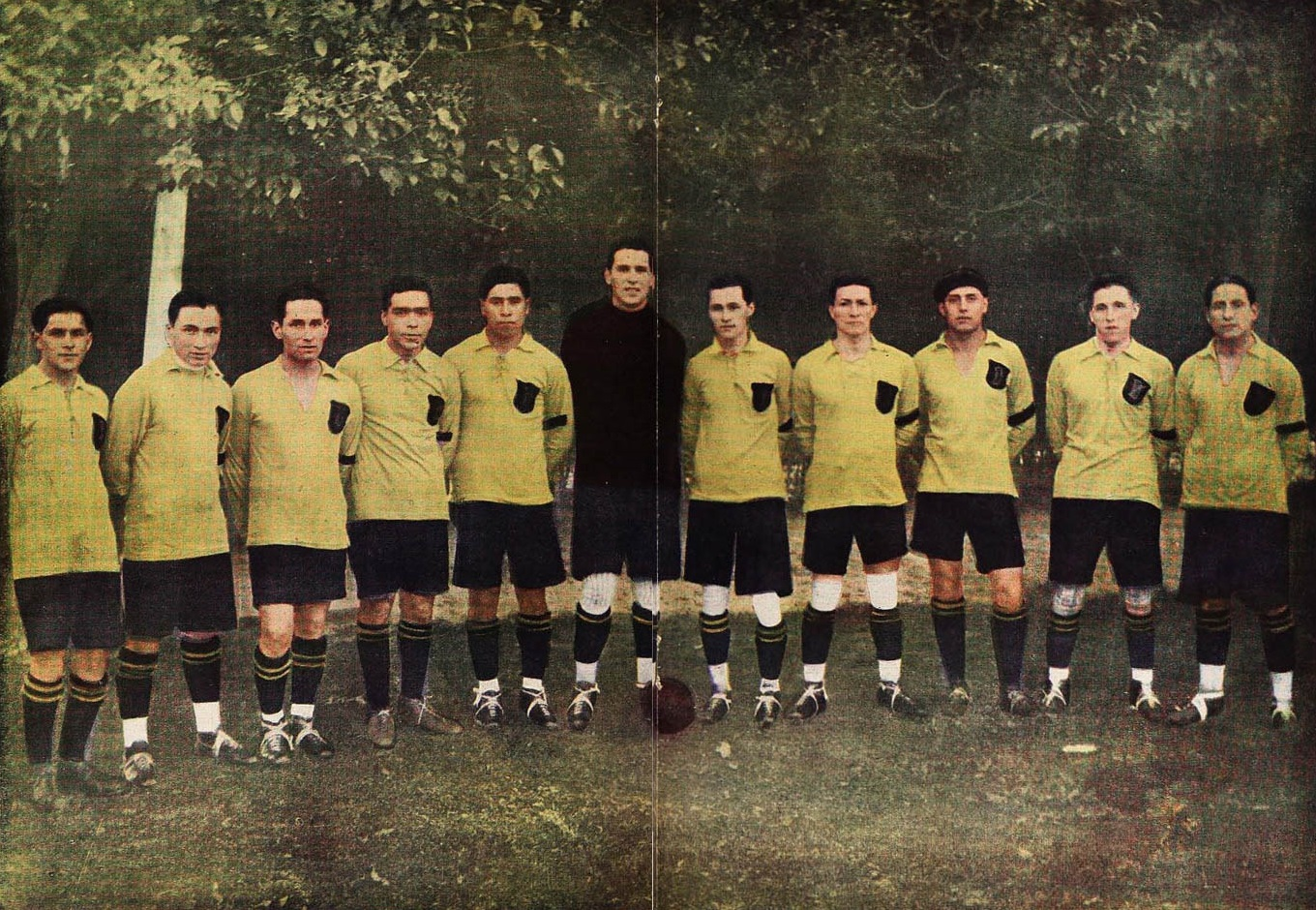
Equipo de San Luis en 1929.

En esa misma temporada San Luis obtuvo el título de campeón de la Liga de Quillota tras empatar 0-0 con Magallanes, y al año siguiente volvió a ganar el campeonato, esta vez al vencer a Unión Royal por 7-1 en el último encuentro de la temporada. En 1930, junto con el arribo al club Juan Aguilera, que venía de representar a Chile en la primera edición de la Copa Mundial de Fútbol, San Luis continuó con sus buenas presentaciones en amistosos internacionales en Quillota, al derrotar a Bolívar de Bolivia, y al empatar con la selección de Mendoza, Argentina. En 1931, en medio de una crisis directiva que llevó a que cuatro presidentes se sucedieran en el cargo durante el año, el club enfrentó a varios equipos de Aconcagua y de Santiago, realizó una gira a La Serena y Coquimbo, y en el torneo quillotano conquistó el campeonato al derrotar por 5-0 a Unión Royal en la final.
En septiembre de 1932 el plantel se embarcó en una gira al Perú, capitaneado por Óscar Alfaro y con Carlos Hill en el arco, y que contó con varios refuerzos como el internacional Roberto Cortés de Colo-Colo, Hugo Peña de Unión Deportiva Española, y Carlos Faúndez de Cemento Melón de La Calera. En Arequipa, San Luis ganó 2-1 a la selección de dicha ciudad, pero para los siguientes encuentros no pudo contar con dos de sus refuerzos (Faúndez y Peña), debido a que la Federación de Football de Chile dictaminó que el pase de dichos jugadores no estaba en regla, por lo que quedaban impedidos de seguir participando de la gira. La estadía en Arequipa terminó con una derrota 1-3 en la revancha con el seleccionado arequipeño, y un empate 3-3 frente a Melgar. En Lima, el club se inclinó frente a Alianza Lima por 0-5 y ante Atlético Chalaco por 1-3. En este último partido San Luis alineó a los dos jugadores sancionados, lo que llevó a la Federación Peruana de Fútbol a finalizar la gira. Antes de regresar a Chile, San Luis derrotó a Nacional de Mollendo en lo que fue el último partido en canchas peruanas. En total, San Luis disputó seis partidos de los cuales ganó dos, empató uno y perdió tres.

### Torneos locales y el paso por la DIVHA (1933-1952)
A pesar de que San Luis vio la partida de Óscar Alfaro a Unión Royal, y de Iván Mayo a Colo-Colo, armó un plantel competitivo que logró el campeonato de Quillota en 1933. En las temporadas siguientes pudo acumular más títulos, pero diversos errores administrativos y diferencias con la directiva de la liga local, que incluso llevaron a San Luis a la suspensión de sus actividades por dos meses en 1936, llevaron a que en varios campeonatos el club perdiera en secretaría los puntos que había ganado en el campo de juego. Los continuos castigos por parte de la Liga de Quillota, sumado al cierre del Estadio Arredondo —que dejó a la ciudad sin su principal recinto deportivo—, llevaron a San Luis a tomar la determinación de dejar el torneo quillotano e inscribirse en la Asociación de Fútbol de La Calera en 1938, con el fin de mantener a sus jugadores activos. Solo una temporada estuvo el conjunto canario en el torneo calerano, en el cual cumplió una discreta participación, y para 1939 ya estaba de regreso en el campeonato quillotano.
Un nuevo castigo de la Liga de Quillota motivó a San Luis a pedir el ingreso a la Asociación Porteña de Fútbol Profesional en 1942. Si bien se aceptó la petición, la asociación quillotana no permitió el ingreso del club a esta liga. El equipo continuó sus presentaciones en el ámbito local, y conquistó el torneo quillotano en el año 1943 de forma invicta, y con la denominación de «San Luis IRA». Este nombre apareció en agosto de 1943 cuando San Luis se unificó con el Centro de Exalumnos del Instituto Rafael Ariztía (IRA) —nombre que había adoptado el Instituto Quillota desde 1929—, y permaneció hasta junio de 1944, cuando volvió al nombre de San Luis, que se oficializó como «Club de Deportes San Luis de Quillota» en 1947.
Los títulos de la Liga de Quillota en 1946, y 1948, sumado a los méritos e historia del club, llevaron a que en 1949 la Federación de Football de Chile invitara a San Luis a la División de Honor Amateur (DIVHA), que se consideraba como la división inferior a la Primera División, y que agrupaba a distintos equipos de la zona central. En su primera temporada en la DIVHA el cuadro canario terminó en la medianía de la tabla, sin embargo, para 1950, y luego de una serie de malos resultados económicos y deportivos, San Luis anunció su retiro de la división en medio del campeonato. Esto llevó a la institución a una crisis que casi le costó la desafiliación de la Asociación Quillota por problemas económicos, y que se subsanó con la llegada a la presidencia de Leopoldo Silva Reynoard, quien lideró la reorganización del club, con énfasis en el desarrollo de las divisiones menores.

### Ingreso al profesionalismo y el primer ascenso (1953-1955)

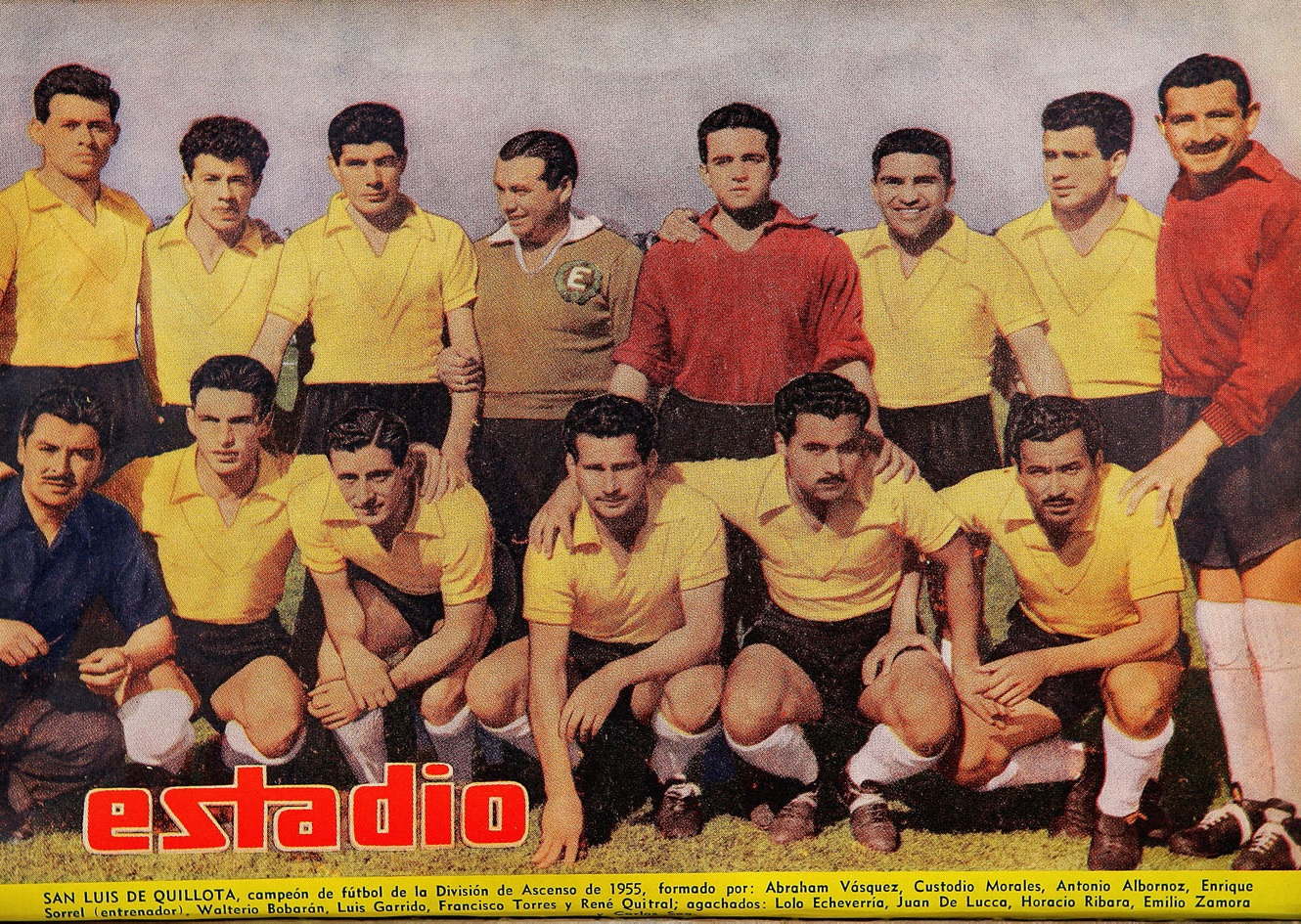
Una formación del equipo de 1955, campeón de la Segunda División.

Si bien en 1952 San Luis intentó ingresar sin éxito a la recién creada Segunda División, organizada por la Asociación Central de Fútbol, al año siguiente logró entrar al fútbol profesional al lograr el apoyo de la Asociación de Quillota y al ganarle en la postulación a Cemento Melón de La Calera. Con una base de jugadores locales y formados en sus divisiones inferiores, San Luis debutó en el profesionalismo en 1953, en un 1-1 frente a Santiago National en el Estadio Municipal de Barrancas, y al final de su primera temporada en la segunda categoría terminó en el penúltimo lugar. Al año siguiente ganó por 2-0 el primer clásico provincial en el fútbol rentado frente a Deportes La Calera, y se ubicó en el cuarto lugar de la tabla final, tras inclinarse en el penúltimo partido del campeonato con O'Higgins Braden, que se coronó campeón.
En 1955 el club formó un plantel que combinó la base de jugadores de las divisiones menores con futbolistas de larga trayectoria, como el arquero René Quitral. En el campeonato de ese año San Luis peleó palmo a palmo el primer lugar con su clásico rival Unión La Calera. A falta de una fecha el conjunto canario se encontraba puntero, a dos puntos de distancia del elenco calerano, por lo que le bastaba un empate con Trasandino en Los Andes para lograr el título. Como una gran cantidad de gente quería acompañar al equipo, la dirigencia contrató un tren que lo denominó como el «tren de la victoria», en el cual también viajaba todo el plantel. Sin embargo, la comitiva retrasó su camino al Estadio Ferroviario de Los Andes, y los futbolistas no llegaron a tiempo para el encuentro final, que el árbitro dio por suspendido con la victoria de Trasandino por 1-0. A la misma hora Unión La Calera disputaba su encuentro contra Universidad Técnica, y con la derrota de San Luis, el conjunto calerano necesitaba un triunfo para forzar un partido de definición. No obstante, el partido en La Calera terminó 1-1, lo que significó para los canarios obtener el título de la división y el ascenso por primera vez a la máxima categoría del fútbol chileno.

### Un polémico descenso y los años en Primera (1956-1967)

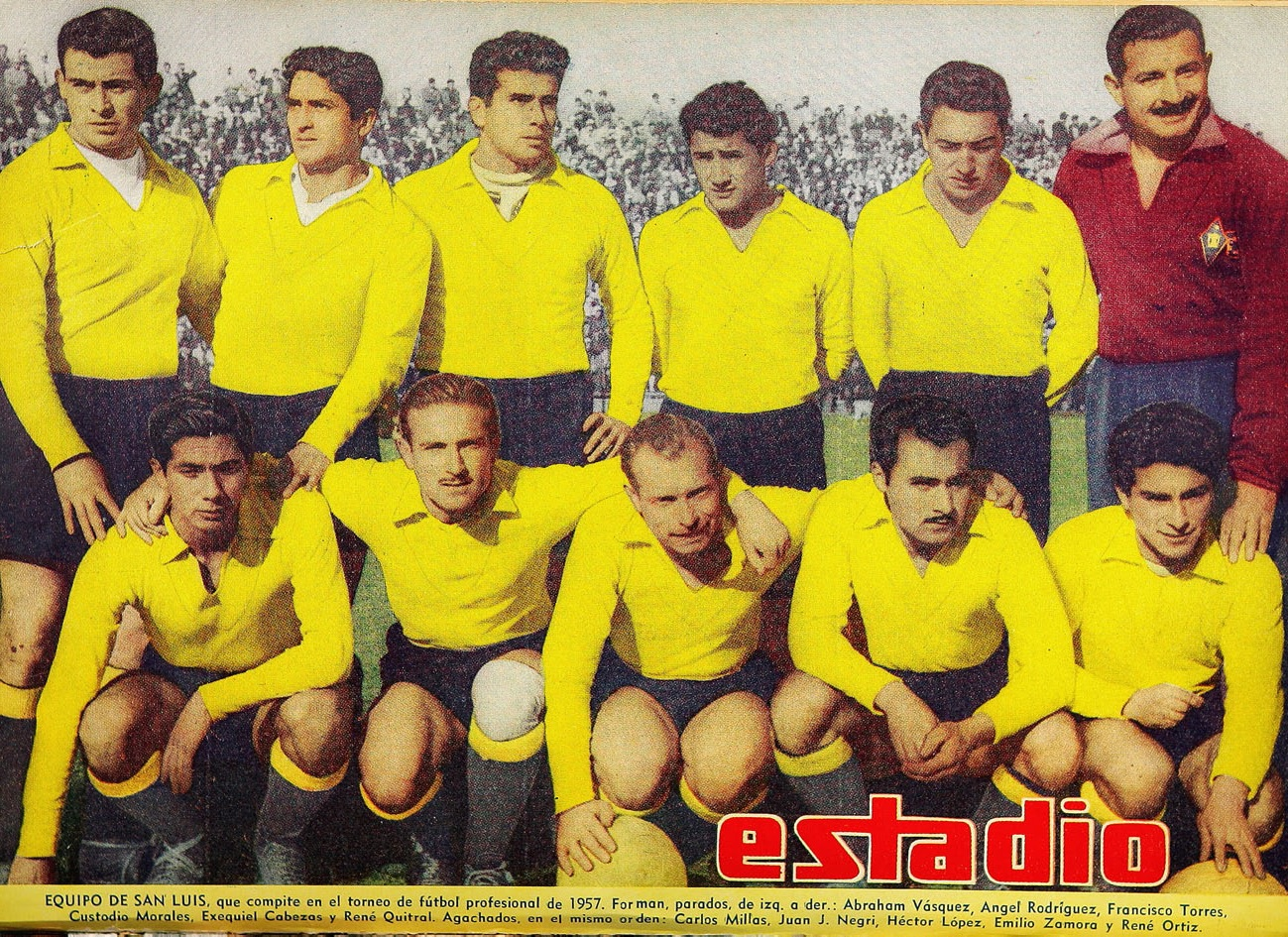
Equipo de 1957, con la mejor temporada en Primera División, pero que descendió por secretaría.

San Luis debutó en Primera División con un triunfo por 1-0 frente a O'Higgins en el Estadio Braden, y al final de temporada se ubicó en la parte baja de la tabla. En el año 1957 la institución formó un plantel con la base de los años anteriores, gran parte de ellos quillotanos, más tres refuerzos argentinos: Héctor López, Roberto Rodríguez y Juan José Negri. En esa temporada el equipo disputó el título de la máxima categoría junto a Audax Italiano, y a falta de tres fechas para terminar el campeonato, y con dos puntos de diferencia, San Luis visitó al conjunto itálico en el Estadio Nacional. En dicho encuentro Rodríguez dejó el campo de juego sin dar explicaciones, y López tuvo un mal desempeño, lo que influyó en la derrota 0-2 que sufrieron los canarios. Terminado el partido la directiva del club expulsó a Rodríguez y López, y al final del torneo San Luis terminó en tercera posición, su mejor campaña en Primera. En la parte baja de la tabla Ferrobádminton, O'Higgins y Universidad Católica debían jugar un triangular para definir el equipo que debía descender.
En enero de 1958 Ferrobádminton presentó una denuncia en contra de San Luis por la mala inscripción de Negri, quien había autorizado a los canarios a poner sus iniciales en su contrato mientras se encontraba en Brasil. El Tribunal de Penalidades desestimó la causa por estar fuera de plazo, pero Universidad Católica, que perdió el triangular y debía descender de categoría, apeló gracias a un reglamento de la Federación que difería en el tiempo para imponer la denuncia. El Tribunal certificó la falta y le restó seis puntos a San Luis, lo que significaba que Católica mantenía la categoría y el descenso debía definirse entre Ferrobádminton y O'Higgins. Estos dos clubes protestaron, y en mayo de 1958, la Asociación Central mediante facultades extraordinarias decretó el descenso de San Luis con la resta de 13 puntos, lo que originó la mayor movilización popular en la historia de la ciudad cuando el 8 de mayo cerca de 8000 quillotanos marcharon sobre Santiago. Los directivos canarios lograron que el Departamento de Deportes del Estado interviniera e impidiera el inicio del torneo oficial. En opinión del dirigente Carlos Dittborn esta intervención podía llevar a la FIFA a quitar la sede a Chile del Mundial de 1962, por lo que, tras su mediación, los clubes aceptaron obedecer el fallo del Consejo Superior de la Federación de Football. Este consejo ratificó el descenso de San Luis, lo que el cuadro quillotano finalmente acató.
San Luis disputó la segunda categoría el año 1958 con casi todo el plantel del año anterior, y se coronó con el título a falta de una fecha del final, tras el triunfo por 1-0 a Deportes San Fernando. En la tabla final el equipo se ubicó en el primer lugar, a 4 puntos de Santiago Morning, lo que significó la vuelta a Primera División. Los años siguientes, ya en la máxima categoría, vieron al conjunto quillotano peleando en las últimas posiciones del campeonato, e incluso salvando la categoría en la última fecha, como en la temporada 1962. San Luis debía derrotar a Colo-Colo en el Estadio Municipal de Quillota y esperar la derrota de Green Cross en Santiago. A los 52 minutos del partido en Quillota Bernardo Bello estableció el 0-3 para Colo-Colo, sin embargo, San Luis pudo reaccionar y logró una remontada que terminó a favor de los canarios por 5-3, con goles de Sergio Velasco, Roque Mercury (3) y José Benito Ríos. A esa misma hora Green Cross se inclinaba 1-4 con Universidad Católica, lo que sentenció su descenso.

### Ascenso con equipo sensación en 1980
En 1980 consigue el Campeonato de Apertura de Segunda División y también el campeonato de la misma divisional. En esa época, importantes jugadores como Patricio Yáñez, Víctor Cabrera, Jorge Muñoz, Freddy Bahamóndez y Uruguay Graffigna eran parte de la institución. El club dura una sola temporada en Primera y baja a Segunda a fines de 1981.
En 1983 llegó a la final del Campeonato de Apertura de Segunda División perdiéndola contra Huachipato
En 1984 el equipo quillotano (que fichó al uruguayo Nelson Agresta, que venía que ganar la Copa América con su selección un año antes), ocupa el segundo lugar de la tabla del Ascenso y nuevamente llega a Primera División. Su paso sería un poco más extenso que el anterior, pero siempre marcado por la irregularidad. Además, trajo de vuelta a Lionel Gatíca, jugador formado en el club y que salió campeón con Colo-Colo en varias ocasiones. Finalmente, en 1987 desciende junto con Rangers y Lota Schwager. Tendría que esperar más de 20 años, para volver a jugar en el fútbol grande.

### Trece años en Tercera División

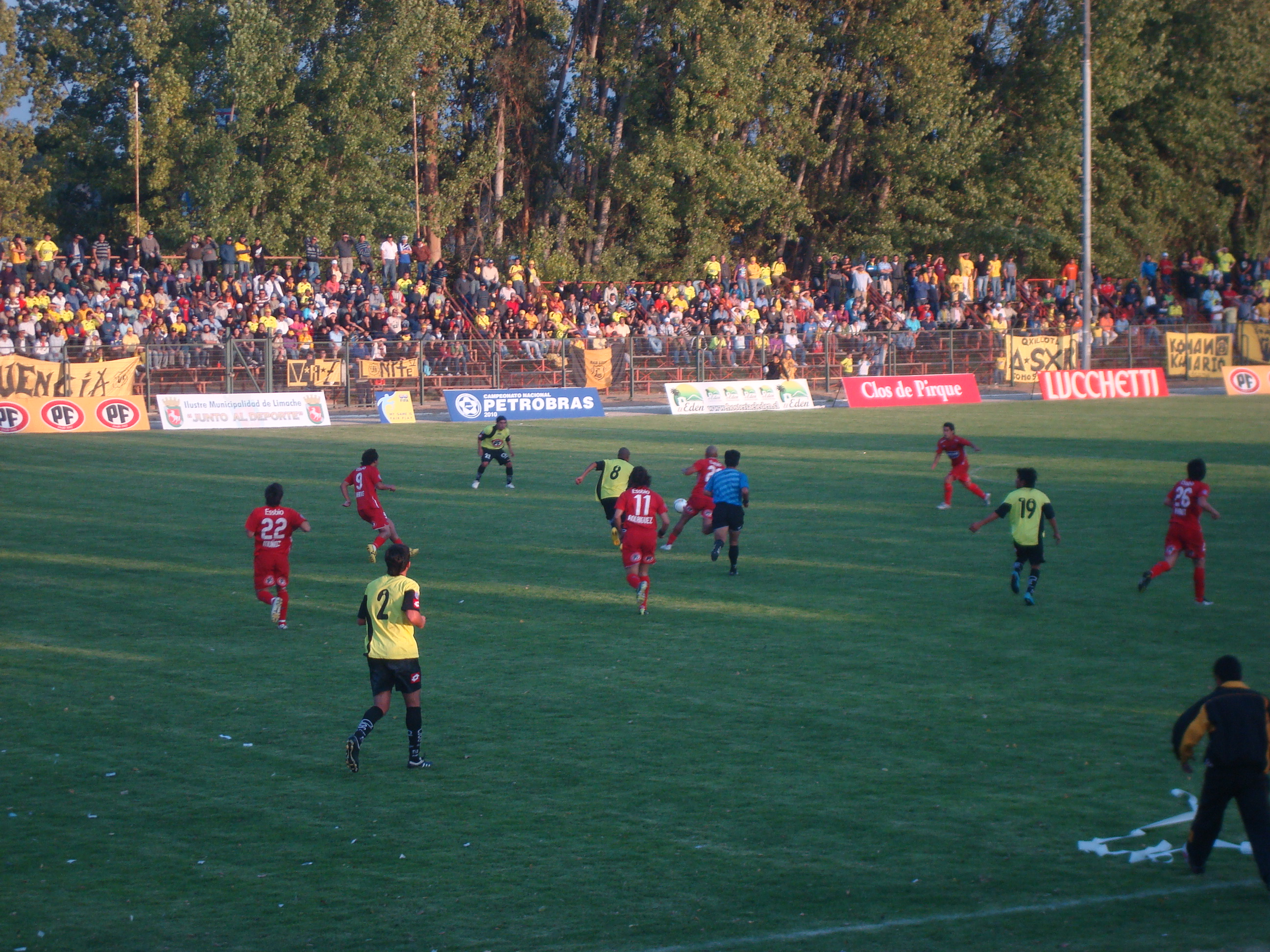
San Luis frente a Ñublense en el Estadio Ángel Navarrete Candia de Limache, por el Campeonato Nacional de Primera División 2010.

Luego de una complicada temporada, el año 1990 desciende a Tercera División. Su paso por el fútbol no rentado duró 12 años, ya que recién en 2003 consiguió el título de la categoría, al vencer como visita por 1-0 a Iberia de Los Ángeles y de esa forma, asegurar el primer lugar de la liguilla por el ascenso, disputada además con Deportes Linares, Barnechea, UNIACC y Constitución Unido.
Entre los jugadores que brillaron en aquella campaña figuran Felipe Salinas, Víctor Rivero, Jonathan Varas, Eduardo Sepúlveda, Álvaro Villalón y el goleador Humberto Suazo, quien más tarde tuvo una destacada trayectoria en el fútbol nacional e internacional, y defendió de gran manera la camiseta de la Selección chilena en las Eliminatorias para el Mundial 2010 y el Mundial de Sudáfrica.

### El esperado regreso a Primera: reencuentro y despedida
Tiempo después, el año 2009, bajo la dirección técnica del argentino Diego Osella, el equipo realiza una buena campaña, destacando su solidez defensiva y su eficacia en ataque. El 31 de octubre de ese año se adjudica el Torneo de Clausura de Primera B luego de ganar 3-2 a Deportes Copiapó en el Estadio Municipal Ángel Navarrete Candia de Limache durante la última fecha del certamen.
Así, debía jugar la final con el campeón del Apertura, Unión San Felipe, pero el cuadro aconcagüino se titula campeón de la temporada y asciende en forma directa, otorgando su cupo a Santiago Wanderers. San Luis pierde la opción de subir al perder el partido de ida 1-2 en Viña del Mar y empatar la vuelta 1-1 en Valparaíso, y debe disputar la Liguilla de Promoción ante Provincial Curicó Unido.
Ante el elenco de la Región del Maule, San Luis pierde en Limache por 1-2, pero en el partido de vuelta, en San Fernando, vence a Curicó por 0-3, lo cual significa su ascenso para la Primera División del año 2010.
Durante la Primera División Chilena de 2010, el equipo evidencia su inexperiencia en la divisional, lo que deriva en su inmediato regreso a Primera B. El descenso se consuma tres fechas antes del fin del torneo, cuando los canarios caen 0-3 frente a Universidad de Chile en el Estadio Municipal Lucio Fariña Fernández.

### Un nuevo ascenso
Luego de su descenso desde Primera División, San Luis intentó ser protagonista de la Primera B, pero en las temporadas 2011 y 2012 no clasificó a las liguillas de promoción. En la temporada de Transición 2013 el cuadro canario, dirigido por Miguel Ponce se ubicó último en el grupo norte, pero no descendió debido a que aquel temporada bajaba solo el que tenía peor coeficiente de rendimiento.En el Campeonato 2013-14 el cuadro canario se coronó campeón del Torneo de Apertura, obteniendo así su cuarto título de Primera B. Sin embargo, tras los malos resultados en el Torneo de Clausura el equipo pierde la opción de subir directamente a Primera División, por lo que Ponce es desvinculado del club y asume en su reemplazo Nelson Cossio quien dirigió al equipo en la liguilla por el segundo ascenso, esto tras ganar el Torneo de Apertura 2013. Los canarios superaron por 6-5 en los penales a Coquimbo Unido tras ganar en la ida 2-1 y luego perder por el mismo resultado en la vuelta, con ese triunfo el cuadro canario obtuvo la clasificación a la final de esta liguilla. En la final el cuadro canario se enfrentó a Barnechea. Los santiaguinos ganaron 1-0 en la ida, mientras que San Luis también venció por la mínima en la vuelta. Finalmente, los huaicocheros se quedaron con el ascenso tras ganar por 4-3 en los penales, dejando a los quillotanos sin cumplir su objetivo.
El año 2014 Víctor Rivero asume el primer equipo, junto con Enrique Arriaza, Fabián Moya y Jonathan Orellana, con el único objetivo de subir. A esto también se sumó la llegada de refuerzos como el ex seleccionado nacional Marco Estrada. Tras una larga y gran campaña, el cuadro quillotano se consagró como campeón del torneo 2014-15 de Primera B, tras vencer por 1-0 a Lota Schwager (que en ese mismo partido, descendió a la Segunda División Profesional) en el Estadio Municipal Lucio Fariña Fernández en la antepenúltima fecha del campeonato; consiguiendo de esta manera su ascenso a la Primera División de Chile.
En la temporada 2015-16, asume la banca quillotana el entrenador argentino Mario Sciacqua y con él, llegan refuerzos a la tienda canaria, como el lateral peruano Alexi Gómez, el delantero Carlos Escobar, el ex seleccionado nacional Sub-20 mundialista en Canadá 2007 Jaime Grondona, el volante defensivo Claudio Meneses, el volante ofensivo Marcos Fernández y el zaguero argentino Federico Martorell. Los malos resultados de los quillotanos, determinaron la salida del estratego argentino, lo que originó la llegada de Miguel Ramírez al banco canario, que terminó penúltimo en el Apertura 2015, pero en el Clausura 2016 logró obtener 16 puntos, que sumados a los 13 del campeonato anterior, le totalizaron 29, salvándose del descenso por haber convertido más goles que el club San Marcos de Arica, que a la postre cayó a la Primera B de Chile.

### Regreso a la Primera B
En los torneos de Clausura 2017 y Transición 2017 los canarios lograron resultados positivos que le permitieron no sufrir con el descenso.
Pero, San Luis inició el Campeonato Nacional 2018 con pésimos registros, los que llevaron a la renuncia de Miguel Ramírez al término de la primera rueda del torneo. En su reemplazo llegó nuevamente Diego Osella, quien tampoco logró mejorar el nivel del equipo y decidió dejarlo a seis fechas del final, con el equipo realmente complicado en puestos de descenso. Con Mauricio Riffo en la banca, el mismo estratega con el que los quillotanos ganaron el título de Tercera División 2003, San Luis no cumplió el objetivo y descendió a Primera B a falta de una fecha del fin de la temporada, tras caer por 2-0 ante Universidad de Concepción en el Estadio Ester Roa Rebolledo.
Los números del equipo en esa campaña fueron muy malos, cosecharon 23 puntos desglosados en 5 triunfos, 8 empates y 17 derrotas en 30 partidos jugados, a pesar de contar con un buen plantel constituido por el portero Ignacio González, Braulio Leal, Juan Abarca, José Pepe Rojas, Gerson Martínez, Boris Sagredo y el delantero paraguayo Mauro Caballero como principales elementos.
En el Campeonato Nacional 2019 el equipo canario decide usar la antigua insignia de la institución por el centenario del club, que consta de un escudo similar al ya presentado pero de tono negro y las iniciales DLS, que significan Deportes San Luis, la letra D es más grande que el resto de letra que se encuentran dentro de esta misma, a final de temporada el equipo termina en el 14° lugar de la tabla.
En el Campeonato Nacional 2020 el club termina en la 11.º posición de la tabla, logrando salvarse del descenso.

## Administración

### Presidentes
| Corporación San Luis de Quillota - 1919-1920: Manuel Calcagno - 1921-1923: Carlos Skewes - 1923: Javier Concha - 1924-1925: Eduardo Rojas - 1926: Liborio Mayo - 1927: Eduardo Rojas - 1927: Manuel Cisternas - 1928-1931: Francisco Havliczek - 1931: Luis Arancibia - 1931: Cipriano Aravena - 1931: Samuel Larraín - 1932: Francisco Havliczek - 1933: Manuel Véliz - 1933: Daniel Fullerton - 1934: Manuel Véliz - 1934: Daniel Fullerton - 1935: Julio Sáez - 1936: Luis Arancibia - 1937-1938: Alberto Barrera | - 1939-1941: Manuel Cisternas - 1942-1943: Antonio Capone - 1944: Juan Duque - 1945: Manuel Cisternas - 1946-1950: Raúl Tapia - 1950-1951: Raúl Guerra - 1951-1953: José Leopoldo Silva - 1954-1957: Alfredo Ovalle - 1958: José Leopoldo Silva - 1958-1959: Francisco Yuri - 1960-1962: Renato Jung - 1963: Tulio Aillón - 1964: José Restini - 1965: Joaquín Seidemann - 1966-1967: Sergio Valencia - 1967-1968: Joaquín Seidemann - 1969-1970: Enrique Villarroel - 1971: José Campodónico - 1972: Braulio Fernández - 1972: Carlos Araya | - 1972: Guillermo Salinas - 1973-1974: Carlos Martínez - 1974: Luis Carmona - 1974: Ángel Torres - 1975: Rolando Lagos - 1976: Lautaro Velásquez (s) - 1976: Carol Lopicich - 1976: Jaime González - 1977-1983: Orazio Bruzzone - 1983-1991: José Rebolar - 1992: Luis Mella - 1992-1993: Alejandro Borbarán - 1993-1996: Hernán Leiva - 1997: Hernán Ahumada - 1998-1999: Sergio Zedán - 2000: Carlos Sánchez - 2001-2002: Sergio Zedán - 2002-2005: Mauricio Morales - 2006: Pedro Rojas - 2007-2017: Ramón Cisternas - 2017-Presente: Eduardo Rey | San Luis de Quillota S.A.D.P. - 2007: Pedro Rojas - 2008-2014: Gaspar Goycoolea - 2014-2019: Manuel Gahona - 2019-2021: Germán Paoloski - 2022-Presente: Iván Cisternas |

## Símbolos

### Escudo
El primer registro de la aparición de un escudo en la camiseta de San Luis datan de 1928, en donde se aprecia un escudo de color negro, con una gran letra «D» de Deportes, y dentro de ella las iniciales «SL» del nombre del club.
Cuando ingresó al fútbol profesional el club no utilizaba escudo en sus camisetas, pero en 1958 el portero y los banderines del club usaban los escudos de los Maristas de Chile y el escudo de la ciudad de Quillota. Para 1962 el club usaba una insignia con un canario dentro de una «Q» de Quillota.

### Himno
En 1938 el cantante argentino Charlo visitó Quillota para realizar algunas presentaciones. Luego de esta visita, algunos simpatizantes de San Luis tomaron la melodía de su canción Puerto Nuevo, de la película del mismo nombre de 1936, y crearon una nueva letra para formar así el primer himno del club, que acompañó al equipo hasta el ingreso al profesionalismo.

## Uniforme
El color del uniforme de San Luis queda establecido el mismo día de su fundación en el Instituto Quillota: camisetas amarillas con bocamangas negras, pantalones negros y medias negras con una franja amarilla.
Hasta comienzos de los años 1970 se mantienen los colores originales, época en la cual el gerente técnico Eduardo Silva cambia el negro original por azul. Cuando Silva se fue del club en 1974 San Luis vuelve a su uniforme fundacional hasta el año 1978, cuando regresa Eduardo Silva y el azul hasta 1984, momento en que un grupo de hinchas pide volver al negro tradicional, lo que se acepta.
Esto se mantiene hasta 1992, cuando nuevamente arriba Punto Silva y el azul hasta que en 2001 se decide retornar a los orígenes.
En el año del centenario San Luis estrenó una camiseta especial con las tonalidades de los colores originales, como el amarillo intenso, y con el primer escudo del club.

### Uniforme titular
| 1955 | 1956-59 | 1960 | 1960 | 1962 | 1963-64 | 1965 | 1966-67 | 1973 |

| 1979 | 1981 | 2009 | 2010 | 2011 | 2012 | 2012-13 | 2013-14 | 2014 |

| 2014-15 | 2015-16 | 2016 | 2019 | 2020-21 | 2021 | 2024 |

### Uniforme alternativo
| 2009 | 2010 | 2011 | 2012-13 | 2013-14 | 2014 | 2014-15 | 2015-16 | 2016 |

| 2019 | 2020-21 |

### Equipamiento
| Período   | Proveedor             |
| --------- | --------------------- |
| 1992      | Crack                 |
| 1994      | Torpedo               |
| 1999      | Mizuno                |
| 2002      | Torpedo               |
| 2003      | JCQ                   |
| 2004-2006 | Training Professional |
| 2007      | Lotto                 |
| 2008-2009 | Training Professional |
| 2010      | Lotto                 |
| 2011-2013 | Training Professional |
| 2013-2014 | Jako                  |
| 2014-2015 | Luanvi                |
| 2015-2016 | Dalponte              |
| 2016-2017 | Luanvi                |
| 2017-2019 | Capelli               |
| 2020-2021 | Enki                  |
| 2021-2024 | Acerbis               |
| 2025-     | Claus-7               |

| Período   | Patrocinador         |
| --------- | -------------------- |
| 1979-1981 | Conservas Centauro   |
| 1984      | Textil Alvatex       |
| 1992      | El Crack             |
| 1992-1993 | Frutícola Rengo      |
| 1994      | Rancho Santa Bárbara |
| 1995      | Radio Nexo           |
| 1999      | Silo Discoteque      |
| 2002      | Ingemaq              |
| 2003      | Pullman Palmira      |
| 2006-2007 | Transportes CVU      |
| 2008      | Autopista Los Andes  |
| 2009      | Transportes CVU      |
| 2010-2014 | PF                   |
| 2014-2015 | Transportes CVU      |
| 2015-2019 | PF                   |
| 2020-2022 | La Cruz Inmobiliaria |
| 2023-2024 | Aspillaga Hornauer   |
| 2025-     | Transportes CVU      |

| Período   | Patrocinador                  |
| --------- | ----------------------------- |
| 2017      | Entel (frontal)               |
| 2017-2018 | PF (pantalón)                 |
| 2017-2018 | BanAmor (mangas)              |
| 2017-2018 | Palta Hass (dorsal)           |
| 2017-2018 | Karmac (mangas)               |
| 2018-2021 | Oxígeno (mangas)              |
| 2017-2019 | La Cruz Inmobiliaria (dorsal) |
| 2020-     | PF (mangas)                   |
| 2021-     | FantasticBet (frontal)        |

## Infraestructura

### Estadio

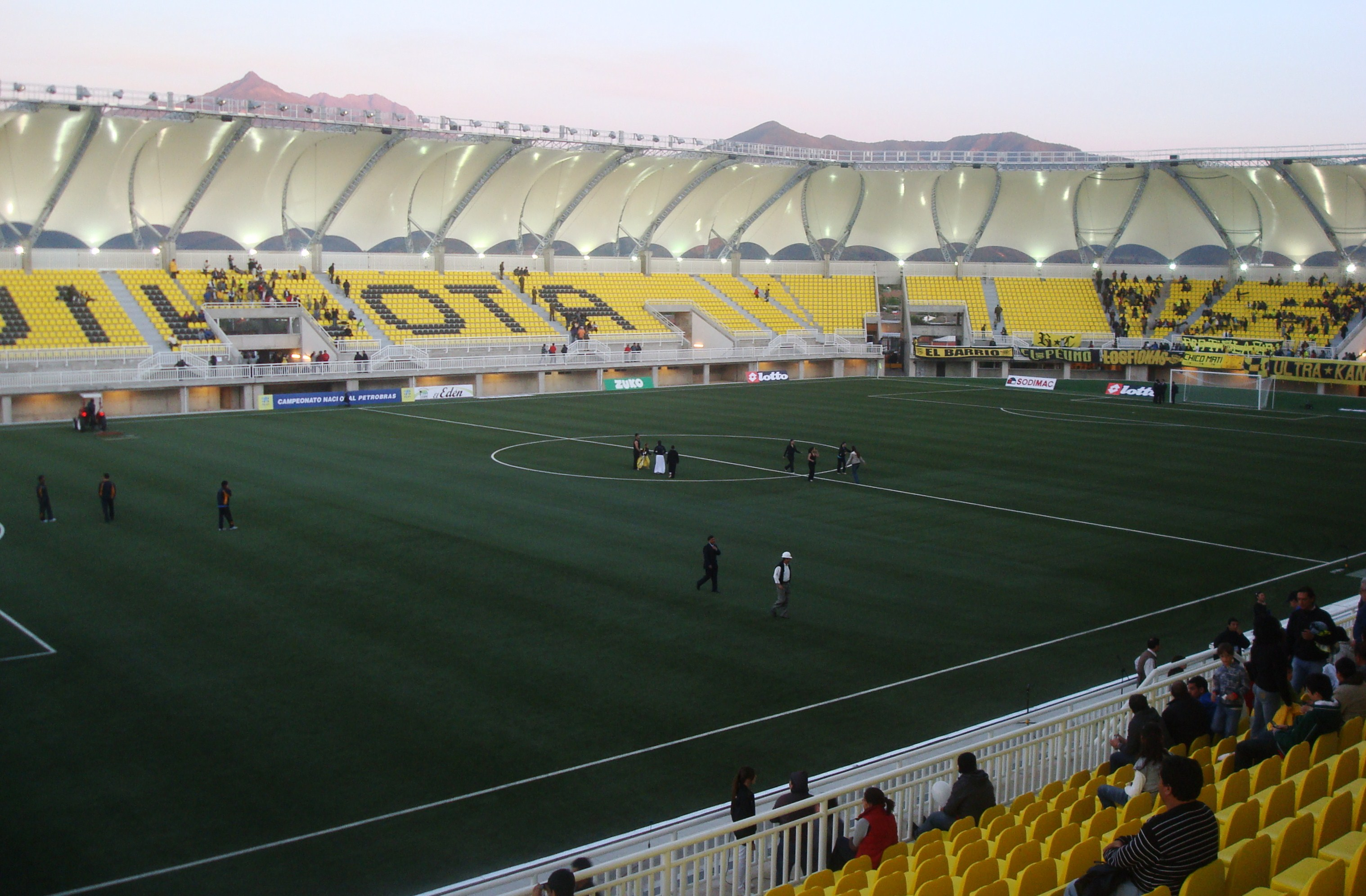
Vista del Estadio Municipal Lucio Fariña Fernández el día de su inauguración.

El club ejerce de local en el Estadio Municipal Lucio Fariña Fernández que se ubica en la ciudad de Quillota, Región de Valparaíso. Fue inaugurado en 1940 y tiene una capacidad aproximada de 7.703 espectadores en butacas individuales.
El año 2009, San Luis se debió trasladar al Estadio Municipal Ángel Navarrete Candia de Limache, ya que el Lucio Fariña fue reconstruido. El 10 de septiembre de 2010 el equipo regresó a su ahora remozado recinto deportivo que cuenta con cancha de pasto sintético.

### Sede social

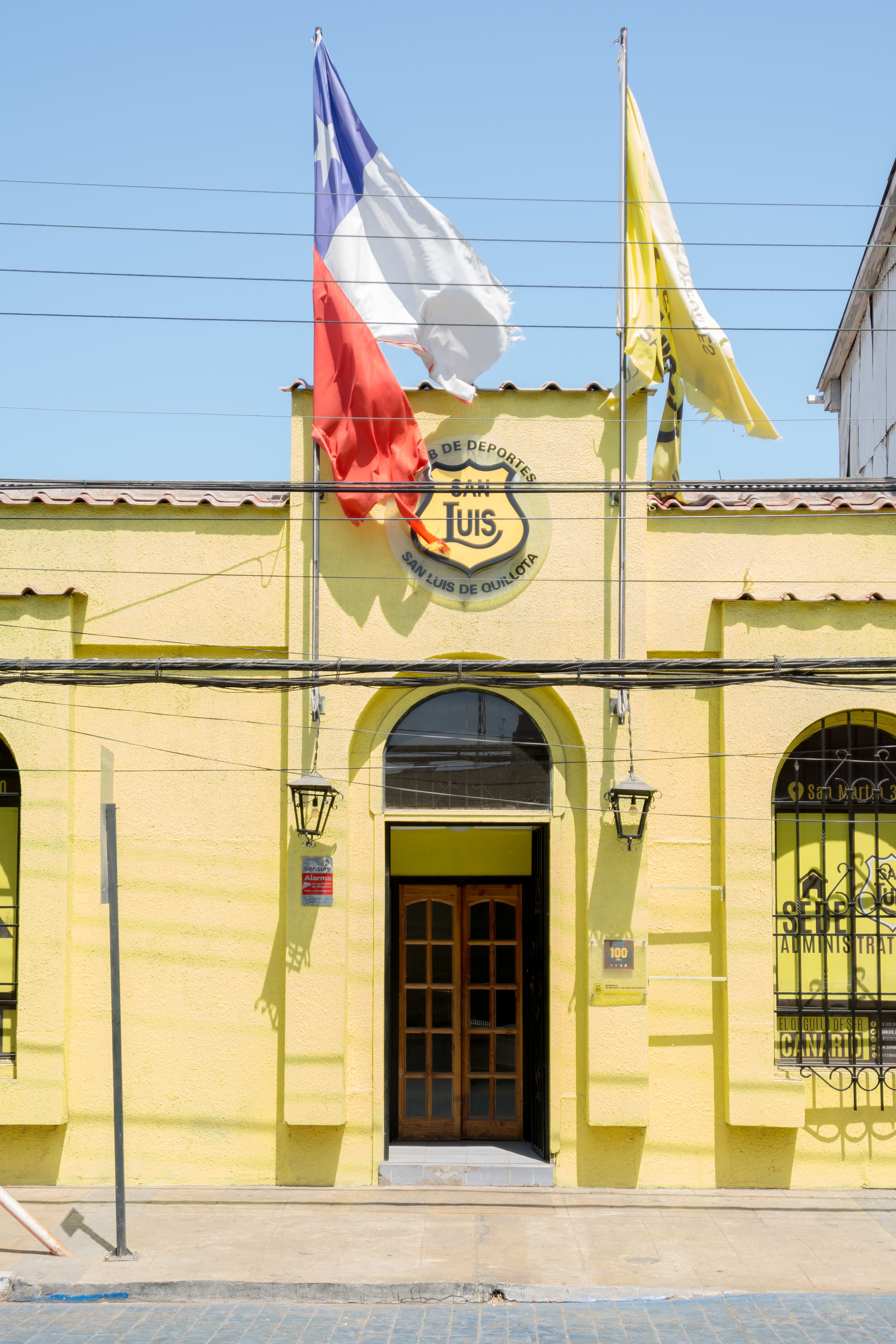
La sede social de San Martín 320.

En los primeros años del club la sede institucional fue bastante itinerante, ya que ocupó salas del Instituto Quillota, del Cuerpo de Bomberos de la ciudad, salones municipales, sedes de organizaciones sociales, propiedades arrendadas para tal efecto, o de dirigentes. Esto cambió cuando la organización de la Copa Mundial de Fútbol de 1962 dejó algunas utilidades a la Federación y a la Asociación Central, que fueron repartidas entre algunas de las instituciones integrantes. Con estos aportes San Luis pudo comprar la propiedad de San Martín 320, la que rehabilitó y convirtió en su sede social, inaugurándola el 14 de diciembre de 1962.

## Rivalidad

### Clásico del interior
Duelo disputado entre San Luis de Quillota y Unión La Calera, representando a las ciudades vecinas de Quillota y La Calera respectivamente, ambas pertenecientes a la Región de Valparaíso Interior (Provincia de Quillota) con una histórica rivalidad. Disputados 123 clásicos oficiales, la paternidad la posee San Luis de Quillota con 51 triunfos contra 37 de Unión La Calera, además de repartir puntos en 36 ocasiones. La mayor goleada entre ambos, pertenece también a San Luis de Quillota 7-0 sobre Unión La Calera en 1988.
Otras rivalidades son: Unión San Felipe, Santiago Wanderers, Everton, Deportes Limache, Curicó Unido y Coquimbo Unido.
- Goleada de San Luis

San Luis 7-0 U. La Calera, Copa Digeder 1988

## Datos del club
- Temporadas en 1ª: 21 (1956-1957, 1959-1967, 1981, 1984-1987, 2010, 2015/16-2018)
- Temporadas en 1ªB: 38 (1953-1955, 1958, 1968-1980, 1982-1983, 1988-1990, 2004-2009, 2011-2014/15, 2019-presente)
- Temporadas en 3ª: 13 (1991-2003)
- Mejor puesto en 1ª: 8.º (2016-A)
- Mejor puesto en 1ªB: 1.º (1955, 1958, 1980, C-2009, 2013-A, 2014/15)
- Mejor puesto en 3ª: 1.º (2003)
- Mejor puesto en Copa Chile: Semifinales (1958)
- Mayor goleada obtenida:
  - En Primera División: 6-1 a Rangers en 1960, 6-1 a Santiago Wanderers en 1961
  - En Segunda División: 7-0 a Santiago National en 1955, 7-0 a Universidad Técnica en 1958, 8-1 a Santiago Morning en 1983.
  - En Copa Chile: 7-0 a Unión La Calera en 1988
- Mayor goleada recibida:
  - En Primera División: 1-8 de Colo-Colo en 1984
  - En Primera B: 0-6 de Deportes Puerto Montt en 2008
  - En Copa Chile: 2-7 de Santiago Wanderers en 2014
- Máximo goleador en Primera División: Víctor Cabrera (20 goles en 1981)[69]

## Jugadores

### Plantilla 2025
- Por disposición de la Asociación Nacional de Fútbol Profesional (ANFP), los equipos chilenos en la Liga de Ascenso están limitados a tener en su plantel un máximo de cinco futbolistas extranjeros, más un juvenil extranjero inscrito en el fútbol formativo desde el año 2023.
- Por disposición de la ANFP, el número de las camisetas no puede sobrepasar al número de jugadores inscritos.
- Por disposición de la ANFP, el plantel debe utilizar al menos 1890 minutos a juveniles chilenos nacidos a partir del 1 de enero de 2004.

### Altas 2025
| Manuel García     | Portero       | Deportes Santa Cruz | Libre    |
| Raúl Osorio       | Defensa       | Deportes La Serena  | Libre    |
| Guillermo Avello  | Defensa       | Deportes Limache    | Libre    |
| José Navarrete    | Defensa       | Deportes Santa Cruz | Libre    |
| Felipe Coronel    | Defensa       | Deportivo Maipú     | Libre    |
| Gabriel Sarria    | Defensa       | Provincial Ovalle   | Libre    |
| Cristóbal Vergara | Defensa       | Deportes Melipilla  | Libre    |
| Yerko Águila      | Defensa       | Cobreloa            | Libre    |
| Nicolás Muñoz     | Defensa       | Deportes Limache    | Libre    |
| Álvaro Césped     | Mediocampista | Deportes Limache    | Libre    |
| Facundo Juárez    | Mediocampista | Deportes Limache    | Libre    |
| Javier Retamales  | Mediocampista | Concón National     | Libre    |
| Luis Cabrera      | Mediocampista | Deportes Limache    | Libre    |
| Alonso Rodríguez  | Mediocampista | Deportes Limache    | Libre    |
| Gastón Novero     | Delantero     | Chaco For Ever      | Libre    |
| Felipe Flores     | Delantero     | Deportes Limache    | Libre    |
| Sebastián Parada  | Delantero     | Curicó Unido        | Retorno  |
| Gino Albertengo   | Delantero     | Atlético Rafaela    | Préstamo |
| Segundo Semestre  |               |                     |          |
| Nery Veloso       | Portero       | San Antonio Unido   | Libre    |
| Tiago Ferreyra    | Defensa       | Mitre (SdE)         | Préstamo |
| Renato Tarifeño   | Delantero     | Deportes Limache    | Préstamo |
| Nicolás Molina    | Delantero     | Vinotinto F.C       | Libre    |

### Bajas 2025
| Maximiliano Velazco | Portero       | Cobreloa             | Retorno  |
| José Martínez       | Portero       | Huachipato           | Retorno  |
| Francisco Cifuentes | Portero       | Bandera de ?         | Libre    |
| Néstor Moiraghi     | Defensa       | Olimpo               | Libre    |
| Federico Pereyra    | Defensa       | Deportes Temuco      | Libre    |
| Daniel Viveros      | Defensa       | Deportes Recoleta    | Libre    |
| Douglas Estay       | Defensa       | Santiago Morning     | Libre    |
| Hardy Cavero        | Defensa       | Deportes Santa Cruz  | Libre    |
| Mateo Guerra        | Defensa       | Deportes Limache     | Préstamo |
| Yahir Salazar       | Defensa       | Universidad de Chile | Retorno  |
| Fabrizio Tomarelli  | Defensa       | Unión La Calera      | Libre    |
| Agustín Arce        | Mediocampista | Universidad de Chile | Retorno  |
| Marlon Carrasco     | Mediocampista | Audax Italiano       | Retorno  |
| Fabián Carmona      | Mediocampista | Deportes Melipilla   | Libre    |
| Andrés Díaz         | Mediocampista | Santiago City        | Libre    |
| Carlos Hormazábal   | Mediocampista | Trasandino           | Libre    |
| Mauro Caballero     | Delantero     | Oliveirense          | Libre    |
| Martín Garnerone    | Delantero     | Belgrano             | Retorno  |
| Cristián Aravena    | Delantero     | Santiago City        | Libre    |
| Kennan Sepúlveda    | Delantero     | Brujas de Salamanca  | Libre    |
| Gary Tello          | Delantero     | Deportes Concepción  | Retorno  |
| Yerald Pinilla      | Delantero     | San Antonio Unido    | Préstamo |
| Miguel Figueroa     | Delantero     | Quintero Unido       | Préstamo |
| Segundo Semestre    |               |                      |          |
| Guillermo Cubillos  | Defensa       | San Marcos           | Préstamo |
| Mateo Guerra        | Defensa       | Trasandino           | Préstamo |
| Lucciano Moreno     | Defensa       | Real San Joaquín     | Préstamo |
| Miguel Espinoza     | Defensa       | Real San Joaquín     | Préstamo |
| Gastón Novero       | Delantero     | Provincial Ovalle    | Libre    |
| Matías Donoso       | Delantero     | Deportes Temuco      | Libre    |
| Víctor Campos       | Delantero     | San Antonio Unido    | Libre    |

### Distinciones individuales
| Máximos goleadores en encuentros oficiales | Máximos goleadores en encuentros oficiales | Máximos goleadores en encuentros oficiales | Más partidos disputados en encuentros oficiales | Más partidos disputados en encuentros oficiales | Más partidos disputados en encuentros oficiales |
| ------------------------------------------ | ------------------------------------------ | ------------------------------------------ | ----------------------------------------------- | ----------------------------------------------- | ----------------------------------------------- |
| 1.                                         | Víctor Cabrera                             | 123 goles                                  | 1.                                              | Carlos Sandoval                                 | 314 partidos                                    |
| 2.                                         | Emilio Zamora                              | 78 goles                                   | 2.                                              | Freddy Bahamondes                               | 313 partidos                                    |
| 3.                                         | Uruguay Graffigna                          | 72 goles                                   | 3.                                              | Guillermo Pacheco                               | 282 partidos                                    |
| 4.                                         | Humberto Suazo                             | 63 goles                                   | 4.                                              | Guillermo Barrera                               | 280 partidos                                    |
| 5.                                         | Sergio Salinas                             | 59 goles                                   | 5.                                              | Gerson Martínez                                 | 236 partidos                                    |

Nota: En negrita los jugadores aún activos en el club.

#### Goleadores Primera División
| Goleador                  | Goles | Año  |
| ------------------------- | ----- | ---- |
| Victor Cabrera compartido | 20    | 1981 |

Fuente: Goleadores Primera División de Chile

#### Goleadores Copa Chile
| Goleador                  | Goles | Año  |
| ------------------------- | ----- | ---- |
| Víctor Cabrera compartido | 8     | 1981 |

Fuente: Goleadores Copa Chile

## Entrenadores
Durante los primeros años de existencia del club las funciones de entrenador eran desempeñadas, al igual que la mayoría de los equipos en esa época, por el capitán, quien se encargaba de definir la oncena titular y la disposición de los futbolistas en el campo de juego, además de ser un vínculo entre el plantel y la directiva del club. Destacó en este puesto Óscar Alfaro, quien citaba para partidos o entrenamientos a los futbolistas por la prensa.
En 1929 la directiva de San Luis contrató al primer entrenador profesional, el inglés Frank Powell, quien había sido contratado por la Federación de Football de Chile en Europa para dirigir a la selección chilena en los Juegos Olímpicos de Ámsterdam el año anterior. El siguiente entrenador contratado por el club llegó en 1949, cuando con miras a la participación en la División de Honor Amateur llegó Guillermo Báez a hacerse cargo de los entrenamientos.

### Cronología
Los entrenadores interinos aparecen en cursiva.
- Frank Powell (1929-1930)
- Guillermo Báez (1949-1950)
- Julio Varela (1951)
- Arturo Carmona (1953)
- Sergio Cruzat (1953)
- Luis Vidal (1954)
- Enrique Sorrel (1955)
- Carlos Orlandelli (1956)
- Ulises Ramos (1957)
- Luis Tirado (1958)
- Miodrag Stefanovic (1959)
- Ladislao Pakozdi (1959)
- René Quitral (1960)
- Raúl Marchant (1961)
- Julio Varela (1961)
- René Quitral (1961)
- Andrés Prieto (1962)
- Dante Pesce (1963-1964)
- René Quitral (1964)
- Comisión directiva (1964)
- Francisco Torres (1964-1965)
- Francisco Platko (1965)
- Francisco Torres (1965-1967)
- Fernando Mondaca (1967)
- José Benito Ríos/ Hugo Royo (1967)
- Sergio Cruzat (1967)
- Julio Varela (1968)
- Daniel Torres (1968)
- Sergio Navarro (1969)
- Raúl Chávez (1973)
- Álex Veloso (1979-1980)
- Julio Baldovinos (1981)
- Juan Rodríguez (1981)
- Hernán Godoy (1982)
- Wilson Castillo (1982)
- Jaime Campos (1982)
- Alicer Belmar (1983)
- Manuel Rubilar (1984)
- Ricardo Contreras (1984)
- Alicer Belmar (1984-1985)
- René Gatica (1985-1986)
- Álex Veloso (1986)
- René Gatica (1986)
- Germán Cornejo (1986)
- Eugenio Jara (1987)
- Uruguay Graffigna (1987)
- Antonio Vargas (1987)
- René Gatica (1987-1988)
- Carlos Moreira (1988)
- Francisco Valdés (1988)
- Roque Mercury (1989)
- René Gatica (1989-1990)
- Álex Veloso (1990-1991)
- Roque Mercury (1991)
- Álex Veloso (1991)
- Lionel Gatica (1992)
- Manuel Espinoza (1993)
- René Gatica (1993)
- Manuel Rubilar (1994)
- Isaac Carrasco (1994)
- René Gatica (1994-1995)
- Víctor Solar (1996)
- Antonio Vargas (1996)
- Ricardo Acuña (1997)
- Antonio Vargas (1997)
- Carlos Sandoval (1997)
- Wilson Castillo (1998)
- Pedro Brante y Martín Fierro (1998)
- Eddio Inostroza (1998-1999)
- Jaime Zapata (1999)
- Lionel Gatica (2000)
- Alfredo Núñez (2001)
- Rodolfo Dubó (2001-2002)
- Mauricio Riffo (2003-2007)
- Raúl Ormeño (2007-2008)
- Lionel Gatica (2008)
- Leonardo Vinés (2008)
- Lionel Gatica (2008)
- Diego Osella (2009-2010)
- Roberto Mariani (2010)
- Christian Ochoa (2010)
- Luis Rodríguez (2011)
- Nelson Cossio (2011)
- Nelson Soto (2012)
- Mauricio Giganti (2012)
- Miguel Ponce (2013-2014)
- Nelson Cossio (2014)
- Víctor Rivero (2014-2015)
- Mario Sciacqua (2015)
- Miguel Ramírez (2015-2018)
- Diego Osella (2018)
- Mauricio Riffo (2018)
- Nicolás Frutos (2019)
- Mauricio Riffo (2019)
- Darío Franco (2019)
- José María Martínez (2019)
- Víctor Rivero (2020)
- Marcelo Raya (2020)
- José María Martínez (2020-2021)
- Víctor Cancino (2021)
- Francisco Bozán (2021)
- Nicolás Vazzoler (2022)
- Francisco Bozán (2022-2023)
- Juan Manuel López (2024)
- Fernando Guajardo (2024)
- Juan José Ribera (2024)
- Francisco Bozán (2024)
- Damián Muñoz (2025)
- Juan José Luvera (2025)
- Fernando Guajardo (2025-)

## Palmarés

### Torneos locales
- Primera División de la Asociación Quillota (10): 1924, 1925,[9] 1928,[16] 1929,[17] 1931,[20] 1932, 1933,[25] 1943,[32] 1946,[35] 1948.[36]
- Campeonato de Apertura de la Asociación Quillota (3): 1931,[20] 1940,[72] 1944.[73]
- Copa Sporting de la Asociación Quillota (5): 1927,[74] 1928,[16] 1929,[18] 1933,[75] 1934.[76]
- Segunda División de la Asociación Quillota (1): 1922.[7]
- Subcampeón de la Primera División de la Asociación Quillota (3): 1934,[76] 1942,[77] 1944.[73]
- Subcampeón de la Copa Sporting de la Asociación Quillota (1): 1922.[8]

### Títulos nacionales
- Segunda División de Chile/Primera B de Chile (4): 1955, 1958, 1980, 2014-15.
- Campeonato de Apertura de la Segunda División de Chile (1): 1980.
- Tercera División de Chile (1): 2003.
- Subcampeón de la Primera B de Chile (2): 1968, 1983.
- Subcampeón del Campeonato de Apertura de la Segunda División de Chile (1): 1983.